# Береславка (Северо-Казахстанская область)
Береславка (каз. Береславка) — село в Айыртауском районе Северо-Казахстанской области Казахстана. Входит в состав Гусаковского сельского округа. Код КАТО — 593239200.

## Население
В 1999 году население села составляло 409 человек (204 мужчины и 205 женщин). По данным переписи 2009 года, в селе проживало 241 человек (119 мужчин и 122 женщины).